# Gena Branscombe
Gena Branscombe (Picton, 4 de noviembre de 1881-Nueva York, 26 de julio de 1977) fue una pianista, compositora, educadora musical y maestra de coro canadiense.

## Biografía
Gena Branscombe nació en Picton, Ontario, Canadá. A pesar de sus frecuentes visitas a Canadá, se estableció y trabajó en los Estados Unidos. De 1897 a 1903, estudió en el Chicago Musical College de Chicago. Trabajó junto a los compositores Alexander von Fielitz y Felix Borowski, así como a los pianistas Florenz Ziegfeld Sr., Arthur Friedheim y Rudolf Ganz. Ganó una medalla de oro en composición en 1900 y 1901.
Ya en 1901, los editores canadienses y estadounidenses comenzaron a publicar sus obras para piano, voz, coro y orquesta. Después de obtener su licenciatura, enseñó piano en Chicago desde 1903 hasta 1907. Luego aceptó el puesto de directora del departamento de piano en Whitman College en Walla Walla, Washington. En 1909, dejó su función de supervisora para reanudar sus estudios junto al compositor alemán Engelbert Humperdinck en Berlín.
Gena Branscombe murió en Nueva York el 26 de julio de 1977. Después de su muerte, sus manuscritos fueron enviados al Departamento de Música para las Artes Escénicas de la Biblioteca Pública de Nueva York.

## Carrera profesional
En 1910, Gena Branscombe se trasladó a Nueva York, donde fundó el Branscombe Choral, formado por coristas de la antigua American Women's Assn Choral. En 1932, recibió una maestría honoraria en artes de Whitman College. Es autora de los textos de la mayoría de sus composiciones musicales. La compositora ha enriquecido especialmente el repertorio de obras corales dedicadas a las voces femeninas. De vez en cuando, utilizando binotalidad y paralelismo, compone melodías modeladas individualmente y colocadas encima y dentro de un acompañamiento de armonías cromáticas en movimiento.
La ópera The Bells of Circumstance, que evocaba la vida de los colonos franceses que llegaron a Canadá en el siglo XVII, sigue siendo una de sus principales obras, aunque no completa. En 1930, la suite para orquesta Quebec Suite resultante de este proyecto, fue creada bajo su dirección por la Chicago Women's Symphony Orchestra. En 1928, el Branscombe Choral ganó el premio anual League of American Pen Women's por su interpretación de Pilgrims of Destiny, que narra la saga de los pasajeros del Mayflower. Esta distinción premia luego la mejor composición escrita por una mujer.
Ese mismo año, fue elegida presidenta de la Society of American Women Composers. A partir de 1950, se convirtió en vicepresidenta y directora de la Asociación Nacional de Compositores y Directores de Estados Unidos. También es miembro de la American Society of Composers, Authors and Publishers (ASCAP, «Sociedad Estadounidense de Compositores, Autores y Editores»).

## Obras
Entre una selección no exhaustiva:
- The Morning Wind, para voces femeninas, 1912
- The Sun Dial : a Cycle of Love Songs of the Open Road para solo y piano, 1913
- A Festival Prelude para orquesta, 1913
- Dear Lad O'Mine, 1915
- At the Postern Gate voz masculina, orquesta, 1918
- Pilgrims of Destiny, solo, orquesta, 1919
- Spirit of Motherhood solo para voces femeninas, orquesta, 1923
- A Wind from the Sea solo para voces femeninas, orquesta, 1924
- The Dancer of Fjaard, solo, voz femenina, orquesta, 1926
- The Phantom Caravan, voces masculinas, orquesta, 1925
- The Bells of Circumstance, ópera inconclusa, 1928
- Quebec Suite, extracto de Bells of Circumstance, 1928
- Baladine para orquesta de cámara, 1930
- Procession para orquesta, 1930
- Elegie para orquesta, 1937
- Just in the Hush before the Dawn, 1946